# Tilleul-Dame-Agnès
Tilleul-Dame-Agnès is een gemeente in het Franse departement Eure (regio Normandië) en telt 174 inwoners (1999). De plaats maakt deel uit van het arrondissement Bernay.

## Geografie
De oppervlakte van Tilleul-Dame-Agnès bedraagt 5,2 km², de bevolkingsdichtheid is 33,5 inwoners per km².
De onderstaande kaart toont de ligging van Tilleul-Dame-Agnès met de belangrijkste infrastructuur en aangrenzende gemeenten.

## Demografie
Onderstaande figuur toont het verloop van het inwonertal (bron: INSEE-tellingen).